# Gare de Røkland
La gare de Røkland est une gare ferroviaire de la Nordlandsbanen située dans la commune de Saltdal dans le Nordland.

## Situation ferroviaire
La gare, établie à 24.4 m d'altitude, se situe à 633.44 km de Trondheim.

## Histoire
La gare a été mise en service en 1955 sous le nom de Saltdal stasjon. Elle sera le terminus de la ligne jusqu'en 1958.

## Service des voyageurs

### Accueil
Il y a un parking près de la gare laquelle et une aubette. La gare n'a ni guichet ni automate. 

### Desserte
La gare est desservie par des trains  en direction de Trondheim et Bodø. 

## Ligne du Nordland
| Origine   | Arrêt précédent | Train | Train         | Train | Arrêt suivant | Destination |
| --------- | --------------- | ----- | ------------- | ----- | ------------- | ----------- |
| Trondheim | Lønsdal         |       | [Non indiqué] |       | Rognan        | Bodø        |